# Orde van Constantijn (Hessen)
De Orde van Constantijn (Duits: Constantinsorden) werd door de van 1670 tot 1730 regerende Landgraaf Karel van Hessen ingesteld als een verbond van Ridders die gezamenlijk voor- en tegenspoed zouden delen. Daartoe zouden alle Ridders bij hun opname 15 dukaten moeten storten in de kas van de Ridderorde. Hoewel de statuten gereed waren kwam het niet tot het benoemen van ridders.